# Скверняк Олександр Вікентійович
Олександр Вікентійович Скверняк (1903, місто Одеса, тепер Одеської області — ?) — український радянський діяч, залізничник, старший машиніст депо станції Одеса-Товарна Одеської області. Депутат Верховної Ради СРСР 2—4-го скликань.

## Життєпис
Народився в родині робітника Вікентія Івановича Скверняка. У дванадцятирічному віці закінчив початкову школу, потім навчався у залізничному училищі № 8 міста Одеси. У 1922 році закінчив Одеське технічне залізничне училище.
Трудову діяльність розпочав у 1922 році слюсарем Одеського заводу імені Січневого повстання. У 1923 році став помічником машиніста паровозного депо Одеса-Товарна.
У 1925—1938 роках — машиніст товарних, а потім пасажирських поїздів паровозного депо Коростеня.
Член ВКП(б) з 1928 року.
У 1938—1941 роках — машиніст депо станції Одеса-Товарна Одеської області. Новатор виробництва.
У 1939 році був мобілізований під час радянсько-фінської війни, працював на станції Ленінград-Сортувальна, водив поїзди із боєприпасами та озброєнням для Червоної армії на фінському фронті.
Під час німецько-радянської війни восени 1941 року був евакуйований до міста Сталінграда, де водив зенітний бронепоїзд, брав участь у відбиванні нальотів німецької авіації. З вересня 1942 року працював машиністом у депо міста Чкалова (Оренбурга) і депо Защіта Томської залізниці. З січня 1943 року — машиніст колони особливого резерву Народного комісаріату шляхів сполучення СРСР, доставляв військові ешелони на передову лінію Південного та 3-го Українського фронтів.
З травня 1944 року — приймальник паровозів, старший машиніст депо станції Одеса-Товарна Одеської залізниці. Брав участь у відбудові паровозного депо, зруйнованого під час військових дій. Обирався заступником секретаря партійної організації депо станції Одеса-Товарна.
Потім — на пенсії в Одесі.

## Нагороди
- орден Леніна (23.11.1939)
- ордени
- медалі